# Brechin
Brechin (in gaelico scozzese Breichinn) è una cittadina di circa 7 199 abitanti della Scozia centro-orientale, facente parte dell'area amministrativa dell'Angus. Tradizionalmente è considerata una città, sebbene non abbia tale status, per la presenza di una Cattedrale e per essere stata in epoca pre-Riforma sede di una diocesi della Chiesa Cattolica.
Diede i natali allo scienziato (inventore del radar) Robert Watson-Watt.